# Ulica Szczecińska w Koszalinie
Ulica Szczecińska – jedna z ważniejszych ulic Koszalina, przedłużenie głównej ulicy miasta, ulicy Zwycięstwa. Pomiędzy zachodnimi granicami miasta i ul. Syrenki jest częścią ciągu drogi krajowej nr 6, zaś w dalszej części, razem z ul. Zwycięstwa w ciągu drogi wojewódzkiej nr 206.
Położona jest równoleżnikowo, w zachodniej części miasta, wyprowadza ruch w stronę Szczecina.